# Cevi Zürich

Logo des Cevi Schweiz

Der Cevi Zürich ist ein gemeinnütziger Verein mit Sitz in Zürich. Er ist der älteste CVJM-Verband in der Deutschschweiz und umfasst die ihm angeschlossenen Cevi-Gruppen und Vereine mit den Ortsgruppen Altstetten-Albisrieden, Zumikon-Neumünster, Schwamendingen, Zürich 10 und Zürich 11. Er ist Mitglied im Regionalverband Zürich-Schaffhausen-Glarus. Damit ist er über den Cevi Schweiz Teil des Weltbundes des Christlichen Vereins Junger Männer/Frauen (CVJM/F).

## Geschichte
Bereits 1850 wurde in Zürich ein sogenannter Jünglingsverein unter der Präsidentschaft von David Kölliker gegründet. In ihm schlossen sich junge Männer mit dem Ziel zusammen, sich gegenseitig im Glauben zu stärken. Beeinflusst von der Gründung des YMCA in London durch George Williams entstand bald auch in anderen grossen Städten der Wunsch nach einer stärkeren missionarischen Wirkung. Die Arbeit sollte weit über die der Jünglingsvereine hinausgehen und auch in Zürich sollte ein CVJM nach dem Vorbild des internationalen YMCA gegründet werden.
Konkrete Schritte dazu konnten unternommen werden, als der Minister des Postwesens der USA, John Wanamaker, dem Schweizer Vertreter im Weltkomitee des YMCA, Hermann Eidenbenz, 1884 das Angebot machte, die Finanzierung eines Sekretärs für zwei Jahre zu übernehmen, sollte ein Verein gegründet werden. Daraufhin gründete Hermann Eidenbenz 1886 zunächst den Verein christlicher Kaufleute. Ein Jahr später wurde der Versuch unternommen, die bis dahin existierenden Jünglingsvereine und den Verein christlicher Kaufleute unter dem Dach eines CVJM zusammenzufassen. Die Jünglingsvereine fürchteten jedoch um ihre Unabhängigkeit. 
So wurde unabhängig von diesen im März 1887 der CVJM Zürich als erster CVJM in der Deutschschweiz gegründet und Pfarrer Edmund Fröhlich zu dessen Vorsitzendem gewählt. Erster Sekretär wurde Ernst Hofer. Am Ende des ersten Vereinsjahres zählte der CVJM Zürich 381 junge Leute als Mitglieder. Neben wöchentlichen Bibelarbeiten lag ein Schwerpunkt auf der Bildungsarbeit unter jungen Menschen. Es gab verschiedene Sprachkurse, Kurse in Buchhaltung und Stenographie. 1890 zog der Verein in ein eigenes Haus an der Glärnischstrasse 22 ein. Ab 1892 gab es ein eigenes Monatsblatt. 
1900 verkaufte man das Vereinshaus und mietete sich im Augustinerhof ein. Jetzt kam es auch zu einem Zusammenschluss des CVJM Zürich mit den Jünglingsvereinen Augustinerhof und Unterstrass. 1909 erwarb man das Ferienheim Restiberg, das bis 1955 betrieben wurde. 1911 konnte man dann in den eigenen Neubau Glockenhof in der Sihlstrasse 33 einziehen. Hier ist der Sitz des Vereins bis heute.
1912 wurde die Pfadfinderabteilung des CVJM gegründet. Während der Kriegsjahre des Ersten Weltkrieges spielte man eine wichtige Aufgabe in der Soldatenfürsorge. Im Jahr 1929 ergänzte das Ferienhaus Greifensee die Liegenschaften des Vereins. 
Viele Umstrukturierungen in der Arbeit des CVJM fanden durch die Jahre hinweg statt. 1962 gab es erstmals auch Angebote für Mädchen und junge Frauen, eine Änderung der Vereinsstatuten ermöglicht Frauen seit 1976 die Mitgliedschaft und der Verein hiess fortan Christlicher Verein junger Männer und Frauen CVJM/F.
1998 fusionierten der CVJM-Nationalverband, der CVJF-Nationalverband, der Deutschschweizer Cevi-Bund, der FRUC und die Union Chrétienne Féminine Vaudoises (UCF Vaud) zum Cevi Schweiz. Erst seit diesem Zeitpunkt wurde der schon länger umgangssprachlich gebräuchliche Name Cevi für die gesamte Schweiz übernommen und setzte sich damit als Bezeichnung für den offiziell immer noch mit Schweizer Verband der Christlichen Vereine Junger Frauen und Männer bezeichneten Verein durch. Im Jahr 2012 kann der Cevi Zürich sein 125-jähriges Bestehen feiern.

## Struktur
Früh entstanden mehrere Zweigvereine bis in das rund 30 km entfernt liegende Turbenthal, die jeweils selbständig arbeiteten. Erst 1948 schlossen sich die einzelnen Zweigvereine zum Stadtverband zusammen, um enger zusammenarbeiten zu können. 
Daneben existierte der Cevi Zürich 1 im Glockenhof. 1998 schliesslich kam es zu der Fusion des Stadtverbandes und dem Cevi Zürich 1 zum Cevi Zürich. 
Seitdem sind Mitglieder aus allen Zweigvereinen in der einmal jährlich tagenden Generalversammlung als dem höchsten Entscheidungsgremium vertreten. Aus diesem Kreis wird der Zentrale Vorstand auf vier Jahre gewählt. Dieser wiederum beruft einen Beirat ein, der ihm in wichtigen Angelegenheiten beratend zur Seite steht. 
Der Zentrale Vorstand ist für die strategische Führung im Sinne der Vereinsstatuten verantwortlich und stellt eine Geschäftsleitung ein, die zusammen mit anderen Mitarbeitern eine ständige Geschäftsstelle im Glockenhof betreibt.

## Aufgaben
Der Verein will «Kindern, Jugendlichen und Erwachsenen Möglichkeiten geben, einander zu begegnen und dem christlichen Glauben näher zu kommen. Der Cevi Zürich unterstützt, vertieft und erweitert das Cevi-Angebot von Zürich und Umgebung.» Dieses Ziel soll derzeit mit Angeboten wie einer Sportgruppe, einem regelmässigen gemeinsamen Mittagessen, einer Kinderbetreuung und vielen anderen erreicht werden. 
Daneben pflegt der Cevi Zürich eine enge Partnerschaft mit dem YMCA Spitak in Armenien und bietet alljährlich ein Winterlager an. Ausserdem stehen viele administrative Aufgaben in der Verantwortung des Cevi Zürich. Der Pfadikorps Glockenhof ist als eigenständige Abteilung mit der Pfadfinderarbeit in der Stadt betraut. Die anderen dem Cevi Zürich zugehörigen Vereine betreiben mit vielen unterschiedlichen wöchentlichen Gruppen und Kreisen für Kinder und Jugendliche sowie jährlichen Lagern eine vielfältige Arbeit in ihren jeweiligen Quartieren.

## Vereinshaus
Das Vereinshaus ist der Glockenhof an der Sihlstrasse 33. Mit diesem Neubau 1911 wollte man genügend Platz schaffen für die unterschiedlichen Angebote des CVJM Zürich. Um die Arbeit des Vereins auf eine stabile finanzielle Grundlage zu stellen, baute man nicht nur Räumlichkeiten für die eigene Arbeit. Neben der Fremdvermietung der Räume und Säle im Vereinshaus wurde dazu in den Gebäudekomplex ein Hotel integriert, das bis heute als Hotel Glockenhof fortbesteht. Die Verwaltung der Gebäude obliegt seit 1976 nicht mehr einer Genossenschaft, sondern der damals gegründeten Stiftung zum Glockenhaus. 
Der Cevi Regionalverband Zürich Schaffhausen Glarus hat seinen Sitz ebenfalls im Glockenhof.